# Jason Grimes
Jason Grimes (Estados Unidos, 10 de septiembre de 1959) es un atleta estadounidense, especializado en la prueba de salto de longitud en la que llegó a ser subcampeón del mundo en 1983.

## Carrera deportiva
En el Mundial de Helsinki 1983 ganó la medalla de plata en salto de longitud, con un salto de 8.29 metros, quedando tras su compatriota Carl Lewis que saltó 8.55 metros, y por delante del también estadounidense Mike Conley que saltó 8.12 metros.